# Japalura grahami
Japalura grahami là một loài thằn lằn trong họ Agamidae. Loài này được Stejneger mô tả khoa học đầu tiên năm 1924.